# Adone e Venere
Adone e Venere è una scultura neoclassica di Antonio Canova, completata nel 1794 ed esposta al Musée d'Art et d'Histoire di Ginevra. Il gesso di quest'opera viene conservato presso la Gipsoteca canoviana di Possagno.
L'opera, iniziata dal Canova senza alcuna commissione, fu realizzata tra il 1789 e il 1794: lo scultore, pur vedendo esaudite le proprie aspettative, ammise al segretario Foschi di dover percorrere ancora «immenso spazio... per giungere alla perfezione». L'Adone e Venere fu poi acquistato dal patrizio genovese Giovan Domenico Berio di Salza che lo collocò al di sotto di un tempietto nel giardino del proprio palazzo di Napoli, nella centralissima via Toledo. L'opera, come attesta Canova in una lettera indirizzata al Falier, riscosse plausi vivissimi, tanto che il concorso di gente che giungeva presso il palazzo Berio era amplissimo, e altrettanto numerosi furono anche i complimenti e le dissertazioni rivolte allo scultore. Alla morte del marchese nel 1820, il gruppo fu acquistato a un'asta dal colonnello Guillaume Favre, e per l'occasione Canova decise di effettuare dei piccoli interventi sul panneggio di Venere, senza ricompensa. L'opera oggi è esposta al Musée d'Art et d'Histoire di Ginevra.

## Descrizione
Il gruppo scultoreo raffigura l'estremo saluto tra la dea Venere e Adone, un giovinetto di straordinaria bellezza che verrà poi ucciso da un cinghiale infuriato mossagli contro dal geloso Ares. Canova raffigura i due amanti mentre sono immersi in un momento di profonda intimità: i due sembrano aver perso il contatto diretto con la realtà, presentano le labbra socchiuse e i volti reclinati e si guardano dolcemente negli occhi, ingredienti con i quali lo scultore intende mettere in risalto il loro idillio amoroso. Entrambi sono in piedi, e Venere sta accarezzando il viso di Adone, come per trattenerlo, appoggiandosi su di lui come se fosse una colonna e abbandonando languidamente la sua testa sulle sue spalle. Adone, invece, è caratterizzato da una bellezza efebica, ed è privo di una muscolatura sicura (Canova, in questo modo, ne sottolinea la giovane età): accosta, inoltre, il piede sinistro in avanti, come a voler suggerire una sensazione di dinamismo e il distacco ormai imminente. La sua espressione è al contempo triste e contemplativa, come se presagisse la selvaggia aggressione che lo sta attendendo.
Nel retro prevalgono i volumi tondeggianti, e si rivela il terzo personaggio dell'opera. Nascosto dietro le figure allacciate di Venere e Adone, infatti, è presente il fedele cane da caccia di lui, che guarda il padrone con il muso all'insù: il suo pelo ruvido contrasta ed esalta la pelle liscia dei due amanti. Nella salda presa della mano destra di Adone, inoltre, vi è un dardo: si tratta di un dettaglio iconografico liberamente introdotto da Canova, in quanto nelle Metamorfosi di Ovidio (il testo latino dove è raccontato il mito) non è specificata l'arma con cui Adone affronta il cinghiale.